# Dzs
Dzs – trójznak występujący w języku węgierskim. Powstała ona z połączenia litery D oraz dwuznaku Zs, oznaczającego polskie ż. Oznacza ona dźwięk dż, jako spółgłoska łączna zwarto-szczelinowa zadziąsłowa dźwięczna [d͡ʒ]. Przykładem w którym jest trójznak dzs jest nazwisko węgierskiego piłkarza Balázsa Dzsudzsáka, który ma podwójne położenie trójznaku dzs.